# Dragon's Lair

Dragon's Lair

Dragon's Lair (Chinees: 龙穴历险记) is een computerspel dat voor het eerst uitkwam in 1983 als arcadespel. Het spel stond vooral bekend omdat het een van de eerste interactieve tekenfilms was, waarbij gebruik werd gemaakt van een LaserDisc. In de tijd dat dit spel uitkwam, bestonden de meeste arcadespellen vooral uit sprites. Dragon's Lair was het eerste arcadespel waarbij gebruik werd gemaakt van tekenfilmanimaties. De animaties zijn afkomstig van Don Bluth, die eerder bij Disney onder andere Robin Hood en De Reddertjes tekende. Mede hierdoor werd het spel razend populair. Dragon's Lair was tevens het eerste arcadespel dat $0,50 kostte om te spelen, terwijl daarvoor elk arcadespel $0,25 kostte om te kunnen spelen.

## Verhaal
In het spel speel je met de ridder Dirk the Daring, die een prinses (Daphne) moet redden uit een kasteel, waar ze gevangen wordt gehouden door een draak. Het spel bevat niet echt veel interactiviteit; de speler moet steeds de juiste knop op het juiste moment indrukken. Als er een vijand is, moet de speler op de 'aanvalknop' drukken, en als er links iets naar beneden valt is het het beste om naar rechts uit te wijken door op die knop te drukken. Als de verkeerde knop wordt ingedrukt, gaat Dirk dood en moet de speler opnieuw beginnen in de kamer waar hij gebleven was. Men kan in het spel op veel verschillende manieren doodgaan, terwijl men in de meeste andere arcadegames in die tijd maar op één manier kon doodgaan.

## Spelontwikkeling
Dragon's Lair was verschenen in juni 1983, maar het spel was al zes jaar in de maak. Het spel is gemaakt door Rick Dyer (van Advanced Microcomputer Systems (AMS)), Don Bluth (van Bluth Studios) en het arcadebedrijf Cinematronics. Rick Dyer was geïnspireerd door het computerspel Adventure, een adventuregame bestaande uit alleen maar tekst, waarin vooral de fantasie van de speler geprikkeld werd. Dyer heeft in zijn garage een soortgelijk spel nagemaakt, maar dan met illustraties. Door middel van een kassasysteem moest de speler zijn keuze invoeren en kreeg de uitkomst van de keuze uitgeprint, waarop stond wat voor keuzes de speler had om verder te komen. Het had echter geen succes.
Toen Dyer in 1982 de tekenfilm The Secret of NIMH zag, realiseerde hij dat hij tekenfilmanimaties nodig had om een spel populair te maken. Het frappante was dat de desbetreffende tekenfilm door Don Bluth was getekend, wat een van de ontwikkelaars van Dragon's Lair was.
Voor Dragon's Lair heeft Bluth Studios 22 minuten aan animatie gemaakt. Kosten: 1,3 miljoen dollar. Om de kosten zo laag mogelijk te houden, hebben ze geen professionele stemacteurs ingehuurd. In plaats daarvan hebben enkele medewerkers van het spel de stemmen ingesproken.
Dragon's Lair was vanaf het begin een hit. In de eerste acht maanden van uitgave, heeft het spel al 32 miljoen dollar opgebracht in de arcadehallen.

## Platforms
De game is in de jaren na zijn uitgave in 1983 op vele verschillende platformen verschenen, zoals op de Commodore 64 en de NES. Omdat op eerstgenoemde systemen geen full motion video afgespeeld kon worden, werd er voor die systemen een platformer van het spel gemaakt. De originele versie met full motion video is later onder andere op de 3DO en cd-i verschenen, en later nog op de pc. Het spel is ook op hd-dvd en blu-ray uitgekomen, en men is nu bezig met de Nintendo DS en PSP versie van het spel.
| Jaar | Platform                               |
| ---- | -------------------------------------- |
| 1983 | Arcade                                 |
| 1986 | Amstrad CPC, Commodore 64, ZX Spectrum |
| 1989 | Amiga, DOS                             |
| 1990 | Atari ST, Macintosh                    |
| 1992 | SNES                                   |
| 1993 | SEGA cd                                |
| 1994 | 3DO, cd-i                              |
| 1995 | Jaguar                                 |
| 1999 | Windows                                |
| 2000 | Game Boy Color                         |
| 2009 | Nintendo DSi, iPhone                   |
| 2010 | Nintendo DS, PlayStation 3, iPad       |
| 2011 | Android, PSP                           |
| 2012 | Xbox 360                               |

## Trivia
- Het spel is opgenomen in het boek 1001 Video Games You Must Play Before You Die van Tony Mott.

## Vervolg
In 1991 kwam er een vervolg op Dragon's Lair: Dragon's Lair: Time Warp.